# Mesosa laterialba
Mesosa laterialba är en skalbaggsart som först beskrevs av Stefan von Breuning 1936.  Mesosa laterialba ingår i släktet Mesosa och familjen långhorningar. Inga underarter finns listade i Catalogue of Life.